# Johanna Larsson
Johanna Larsson (født 17. august 1988 i Boden, Sverige) er en kvindelig professionel tennisspiller fra Sverige.
Johanna Larsson højeste rangering på WTA single rangliste var som nummer 46, hvilket hun opnåede 11. juli 2011. I double er den bedste placering nummer 146, hvilket blev opnået 22. august 2011. 